# Bagalkot
Bagalkot (Kannada: ಬಾಗಲಕೋಟೆ Bāgalakōṭe, auch Bagalkote) ist eine ca. 120.000 Einwohner zählende Großstadt im indischen Bundesstaat Karnataka. Die Stadt ist ein City Municipal Council mit 31 Wards und ist Verwaltungssitz des Distrikts Bagalkot.

## Lage
Bagalkot liegt im Norden Karnatakas ca. 475 km nordwestlich von Bengaluru bzw. ca. 435 km südöstlich von Pune am Ufer des aufgestauten Ghataprabha, eines Nebenflusses des Krishna, in einer Höhe von 538 m ü. d. M. auf dem Hochland von Dekkan. Über die Bahnstrecke von Gadag über Vijayapura nach Solapur ist Bagalkot an das Eisenbahnnetz angeschlossen. Das Klima in Bagalkot ist warm und eher trocken; Regen fällt hauptsächlich in den Monsunmonaten Mai bis Oktober.

## Bevölkerung
Offizielle Bevölkerungsstatistiken werden erst seit 1991 geführt und veröffentlicht. Offizielle Bevölkerungsstatistiken werden erst seit 1991 geführt und veröffentlicht.
| Jahr      | 1991   | 2001   | 2011    |
| Einwohner | 76.903 | 90.988 | 111.933 |

Knapp 73 % der mehrheitlich Kannada, Marathi und Urdu sprechenden Bevölkerung sind Hindus und etwa 25,5 % sind Moslems; die anderen Religionsgemeinschaften bilden zahlenmäßig kleine Minderheiten. Der männliche Bevölkerungsanteil ist nur geringfügig höher als der weibliche.

## Geschichte
Zur mittelalterlichen Geschichte des Ortes ist nicht viel bekannt. Im 16. Jahrhundert gehörte Bagalkot zum Vijayanagar-Reich. Von 1664 bis 1755 stand es unter der Herrschaft des Nawab von Savanur. Danach wechselte der Besitz der Stadt mehrmals zwischen dem Marathenreich und Hyder Ali von Mysore. Im Dritten Marathenkrieg wurde sie schließlich 1818 von den Briten erobert. Die Briten gliederten Bagalkot als Teil des Distrikts Bijapur der Präsidentschaft Bombay in Britisch-Indien ein. Nach der indischen Unabhängigkeit kam die Stadt 1956 durch den States Reorganisation Act an den nach den Sprachgrenzen des Kannada geschaffenen Bundesstaat Mysore (1973 umbenannt in Karnataka). Seit 1997 ist Bagalkot Distrikthauptstadt.

## Sehenswürdigkeiten
Die Stadt selbst hat keinerlei Sehenswürdigkeiten von historischer oder kultureller Bedeutung.
Umgebung
In der näheren Umgebung liegen jedoch die Tempelstätten von Aihole, Pattadakal, Siddhanakolla, Badami und Mahakuta.